# Будьонівка (Мінська область)
 Будьонівка (біл. вёска Будзёнаўка) — село в складі Пуховицького району Мінської області, Білорусь. Село підпорядковане Новопольській сільській раді, розташоване в центральній частині області.